# Yuka Ueno
Yuka Ueno, född 28 februari 2001, är en japansk fäktare som tävlar i florett.

## Karriär
Vid OS 2024 ingick Ueno i det japanska laget som tog brons i florett.